# Jérémie Kabamba
Jérémie kabamba Tshibasu, né le 22 janvier 1997 en République Démocratique du Congo, est un entrepreneur congolais dans le domaine de la communication digitale et dans le secteur médiatique. 
Il est le fondateur et directeur général de Strong2kin moov, et du label de production musicale Strong Music LTD,,,,.

## Biographie

### Jeunesse et études
Né à Mwene-Ditu en République démocratique du Congo dans la province de Lomami, le 22 janvier 1997, Jérémie Kabamba est le fils d’Étienne Kabamba et d’Anne-Marie Kiabu. Il effectue ses études secondaires à Kinshasa, puis poursuit ses études universitaires à l’Institut supérieur de statistiques de Kinshasa (ISS), où il obtient un graduat en informatique de gestion et une licence en sciences de Réseau informatique,.

### Carrière
En 2015, il cofonde avec ses amis un groupe musical de rap, Nexxus music  et produisent plusieurs titres et quelques mois plus tard, il quitte le groupe et met fin à sa carrière musicale en 2016.
En 2017, il se lance dans le domaine de la gestion des plateformes numérique avec Vivi Market, une boutique électronique, où il est chargé de la gestion de la page Facebook de l’entreprise, il rejoint ensuite l’agence SmartDesign, où il occupe les fonctions de gestionnaire web et de chargé du marketing externe.
En août 2019, il est sollicité par Trace Congo pour assurer la gestion de leurs réseaux sociaux. Dans la même période, il collabore ensuite avec Divo RDC dans des fonctions similaires,.
En 2018, il lance Strong2kin moov, un média en ligne, avant de fonder en 2022, un label Strong Music LTD pour accompagner les jeunes talents. En mai 2022, il officialise la création de son entreprise mère Strong2kin Group et inclus parallèlement Strong Digital Academy, une division consacrée à la formation en communication digitale,,,,,. 

## Vie privée
Fils d’Étienne Kabamba et Anne-Marie Kiabu, Jérémie kabamba est marié à Ursula Esomia dans la ville province de Kinshasa en 2024.

## Distinctions

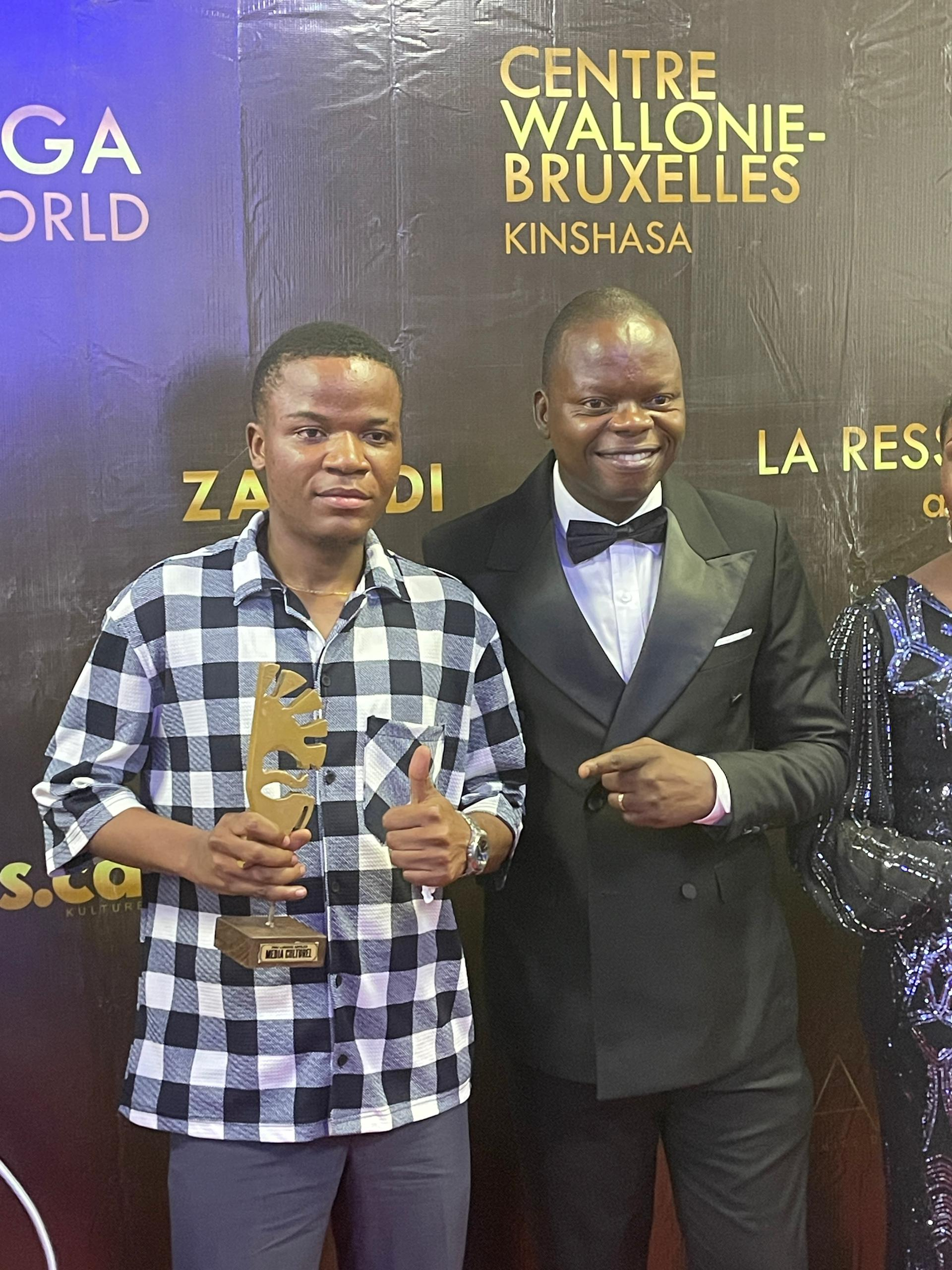
Jérémie Kabamba et Onassis Mutombo

En 2023, il a reçu le prix lokumu dans le compte du media Strong2kin moov, dans la catégorie de meilleur média.
En 2025, Il reçoit le Trophée de reconnaissance de Nkita Expo Forum dans le compte du media Strong2kin moov.